# Oddgeir Stephensen (departementschef)
 Der er flere personer med dette navn, se Oddgeir Stephensen.
Oddgeir Stephensen (27. maj 1812 på Lágafell nær Reykjavik – 5. marts 1885 i København) var en dansk-islandsk departementschef.
Han var søn af justitssekretær ved den islandske Landsoverret Bjørn Stephensen og dennes 2. hustru, hans kusine, Sigríður, datter af overretsnotar Oddur Stefánsson. Han dimitteredes privat 1831, blev juridisk kandidat 1842 efter 2 gange forud at have bestået eksamen med et resultat, som ikke tilfredsstillede ham. Efter at have arbejdet i Rentekammeret udnævntes han 1848 til kontorchef i det islandske departement, forfremmedes 1852 til departementschef og blev tillige 1858 chef for Justitsministeriets 2. departement. Han udnævntes til justitsråd 1851, Ridder af Dannebrog og etatsråd (frasagde sig titlen) 1855, til Kommandør af Dannebrog af 2. og af 1. grad 1874. Han var 1861 medlem af Kommissionen vedr. Islands finansielle stilling til kongeriget.
1849 ægtede han Christiane Vilhelmine Petersen, datter af en københavnsk borger. Han døde 5. marts 1885. Som mangeårig leder af det islandske departement øvede Stephensen en betydelig indflydelse på regeringens holdning under de politiske forholds udvikling på Island, særlig medens Altinget (til 1874) endnu kun var rådgivende. Han var en samvittighedsfuld mand, men ingen overlegen begavelse, og holdt med sej konservatisme fast ved tilvante synspunkter. I forening med arkivar Jón Sigurðsson udgav han Lovsamling for Island (1853 ff.).
Han var far til Bjørn og Oddgeir Stephensen.